# Jaroslav Jirkovský
Jaroslav Jirkovský, češki hokejist, * 1891, Češka, † 31. avgust 1966, Praga, Češka.
Jirkovský je bil hokejist kluba Slavija Praga, za češko (bohemsko) reprezentanco je nastopil na treh evropskih prvenstvih, na katerih je dosegel dve zlati in eno srebrno medaljo, za češkoslovaško reprezentanco pa na enih olimpijskih igrah in petih Evropskih prvenstvih, na katerih je bil dobitnik po dveh zlatih in srebrnih ter ene bronaste medalje. Za obe reprezentanco je odigral 35 tekem in dosegel 36 golov.
Leta 2010 je bil sprejet v Češki hokejski hram slavnih.